# Nephtys panamensis
Nephtys panamensis är en ringmaskart som beskrevs av Monro 1928. Nephtys panamensis ingår i släktet Nephtys och familjen Nephtyidae. Inga underarter finns listade i Catalogue of Life.